# Морган, Диана
Диана Морган (англ. Diane Morgan; род. Болтон, Англия, 5 октября 1975) — британская актриса, сценарист и комик, наиболее известная своим участием в комедийных мокьюментари под псевдонимом Филомена Канк (англ. Philomena Cunk), в этом образе она появлялась в таких фильмах и телесериалах, как «Канк о Рождестве», «Канк о Британии», «Канк и другие люди», «Канк о Земле», а также «Еженедельник Чарли Брукера».

## Биография
Диана Морган выросла в Фарнворте и Кирсли недалеко от Болтона, её отец был физиотерапевтом, а мать домохозяйкой. Она училась в школе Джорджа Томлинсона (ныне Академия Кирсли).
В 20 лет она поступила в драматическую школу East 15 Acting School, однако после её окончания так и не смогла найти работу актрисой и пять лет проработала в различных сферах, в том числе в качестве ассистента стоматолога, телемаркетолога, картофелечистки в магазине чипсов, продажи Avon и упаковки таблеток от глистов на фабрике. В 2004 она вернулась к актёрской профессии и начала работать стендап-комиком. Она заняла второе место в премии Hackney Empire New Act of the Year в 2006 году и второе место в номинации Funny Women Awards 2006 года.
Позже Морган и Джо Уилкинсон сформировали комедийный дуэт под названием «Два эпизода пюре» (Two Episodes of Mash). С 2008 года они три года подряд выступали на Эдинбургском фестивале Fringe, а в 2010 году они появились в сатирическом новостном шоу Роберта Уэбба Robert’s Web. В 2012 году группа завершила свой второй радиосериал BBC и появилась в программе BBC Three Live at the Electric.
В 2012 году она появилась в фильме «Он и она» с участием Уилкинсона, а в 2013 году она сыграла Николь в сериале «Пэт и Капуста». В 2014 году она появилась в сериале «Утопия» в роли Тесс, а в 2015 году она появилась в двух эпизодах «Пьяной истории».
Диана Морган наиболее известна своей ролью Филомены Канк в комедийных псевдодокументальных фильмах, где она играет роль глупого и плохо информированного интервьюера и комментатора текущих событий. Её персонаж впервые появился в регулярном сегменте Weekly Wipe Чарли Брукера в 2013 году. В декабре 2016 года она представила «Канк о Рождестве» на BBC Two. В апреле 2018 года на BBC Two начал транслироваться пятисерийный исторический псевдодокументальный фильм «Канк о Британии». Также в 2018 году Морган написала Cunk on Everything: The Encyclopedia Philomena, опубликованную Two Roads 1 ноября. В декабре 2019 года Морган снова появилась в роли Филомены Канк в коротких эпизодах сериала «Канк и другие люди» на BBC Two. Она вернулась в одноразовом эпизоде Weekly Wipe Чарли Брукера под названием «Антивирусная салфетка» о пандемии COVID-19 в мае 2020 года. Другой сериал, «Канк на Земле», начал транслироваться в сентябре 2022 года. В 2024 году Морган появилась в роли Филомены Канк в одноразовом расширенном спецвыпуске «Канк о жизни», который транслировался в декабре 2024 года на канале BBC Two

## Фильмография
- 2011—2012: Маунт-Плезант (сериал, 12 серий)
- 2012: Опыт работы (сериал, 6 серий)
- 2012: Он и Она (сериал, 3 серии)
- 2014: Утопия (сериал, 1 серия)
- 2016: Целых полгода (До встречи с тобой)
- 2016: Канк на Рождество
- 2018: Канк в Британии (мини-сериал, 6 серий)
- 2016—2022: Родина
- 2019—2024: Мэнди (сериал, 20 серий)
- 2019—2022: Жизнь после смерти (сериал, 18 серий)
- 2020: Смерть до 2020 года
- 2021: Смерть до 2021 года
- 2022: Канк на Земле
- 2024: Канк о жизни
- 2024: Уоллес и Громит: Самая дикая месть — Оня Орстеп